# Nolinophanes sicciaecolor
Nolinophanes sicciaecolor là một loài bướm đêm thuộc phân họ Arctiinae, họ Erebidae.